# Goyang-Stadion
Das Goyang-Stadion (kor. 고양종합운동장) ist ein multifunktionales Sport-Zentrum in Goyang, Südkorea.
Das Fußballstadion, das 2003 eröffnet wurde, bietet Platz für 41.311 Personen. Die Kosten betrugen 120 Billionen Won (etwa 90 Mio. EUR). 

## Nutzung
Das Stadion wurde zwischenzeitlich von Goyang Zaicro FC, Goyang Kookmin Bank FC und Goyang Daekyo Noonnoppi WFC genutzt. Zuerst nutzte Goyang KB Kookmin Bank FC von 2003 bis 2012 das Stadion. Ab 2010 nutzte die WK-League bis 2013 das Stadion für ihre Ligaspiele. Der Frauenfußballverein Goyang Daekyo Noonnoppi WFC nutzte während der WK-League-Zeit das Stadion als Heimspielstätte. Nachdem Ende 2012 Goyang KB Kookmin Bank FC aufgelöst worden war, zog Goyang Zaicro FC von 2013 bis zu ihrer Auflösung 2016 in das Stadion. 2018 nutzte der K3-League-Verein Goyang Citizen FC das Stadion. Nebenbei nutzt die Nationalmannschaft Südkoreas ebenfalls das Stadion.
Neben den Stadion gibt es auch eine Basketball-Arena wo die Goyang Orions Partien der südkoreanischen Basketballliga austragen.

## Goyang-Ersatzstadion
Das Goyang-Ersatzstadion (kor. 고양종합운동장 보조경기장) ist ein Fußballstadion mit Leichtathletikanlage, welches sich direkt neben dem Goyang-Stadion befindet. Das Stadion wurde zur gleichen Zeit wie das Hauptstadion errichtet und dient als Sportstätte für kleine Wettbewerbe. Ab 2022 nutzt der südkoreanische Viertligist Goyang KH FC das Stadion als Heimspielstätte.